# Стефан Кантакузин
Стефан Канкатузино (на румънски: Стефан Кантакузен) е последният господар на Влашко (1714 – 1716), преди властта в страната да премине във фанариотите, и в частност в семейство Маврокордато.

## Произход
Син е на столника Константин Кантакузино, който от своя страна е син на постелника Константин Кантакузино. Дядо му е син на Андроник Кантакузин и Стефан се явява по мъжка/бащина линия – праправнук на Михаил Кантакузин Шейтаноглу.

## Управление
Поема властта във Влашко от своя първи братовчед Константин Брънковяну, който заедно с децата му е екзекутиран в Константинопол от султан Ахмед III.
Началото на управлението му съвпада с нахлуването на армията на Евгений Савойски във Влашко. Стефан минава на страната на австрийците по време на австро-турската война (1716 – 1718). През януари 1716 г. е издадена султанска заповед за арестуването на Стефан, баща му Константин и дядо му Михня. И тримата са екзекутирани в Константинопол.